# Giovanni Pardi
Giovanni Pardi (Castelli, 1853 – Rapino, 1929) è stato un ceramista italiano.

## Biografia
Si stabilisce ad Albissola Marina nel 1880 e inizia a lavorare nella manifattura Maria Rosciano vedova Poggi. Dopo avere avuto un laboratorio nella Villa Faraggiana, apre una bottega ad Alassio e ha come apprendista Dario Ravano. Nel 1902 si trasferisce a Vallauris, per ritornare poi in Abruzzo negli anni Venti.